# Thierry Cammas
 (mai 2010).
Si vous disposez d'ouvrages ou d'articles de référence ou si vous connaissez des sites web de qualité traitant du thème abordé ici, merci de compléter l'article en donnant les références utiles à sa vérifiabilité et en les liant à la section « Notes et références ».
Pour les articles homonymes, voir Cammas.
Thierry Cammas, né le 16 juin 1965 à Montreuil, était le dirigeant de MTV Networks France et le PDG de la chaîne de télévision Game One.
Titulaire d'une licence de philosophie à l'Université de la Sorbonne et diplômé de l'ESSEC en 1988, Thierry Cammas commence sa carrière comme chargé d'affaires au sein du fonds d'investissement CSA Finance, puis il devient contrôleur marketing au sein du groupe BIS.
Il rejoint la chaîne musicale MCM en 1993, d'abord comme directeur administratif et financier, puis comme directeur général à partir de 1998 des chaînes musicales MCM et Muzzik.
Jusqu'en septembre 2004, il participe au développement du groupe MCM (MCM, MCM Top, MCM Pop). Pendant cette période, il développe également la chaîne Mezzo (fusionnée avec Muzzik en décembre 2001), dont il est le président-directeur général, ainsi que MCM Belgique dont il est l'administrateur délégué.
Thierry Cammas était le directeur général de MTV Networks France (groupe MTV Networks/Viacom) et le Président-Directeur Général de Game One de 2005 à 2021.